# Daidōji Yūzan

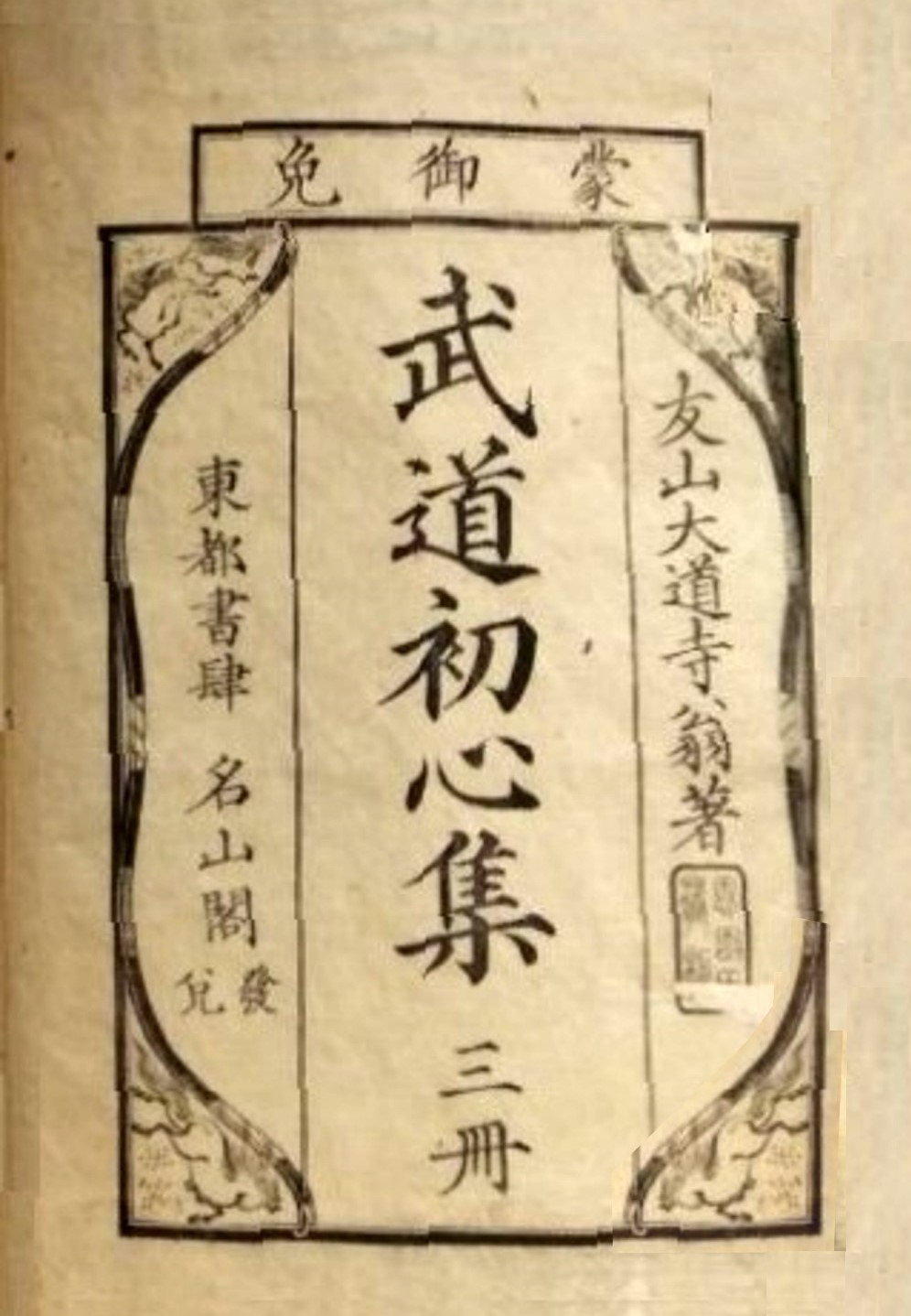
„Budō shoshin-shū“

Daidōji Yūzan (japanisch 大道寺 友山; geboren  1639 in Fushimi (Provinz Yamashiro); gestorben 11. Dezember 1730 in Edo) war ein japanischer Militärexperte der frühen Edo-Zeit.

## Leben und Wirken
Daidōji Yūzan hieß mit Vornamen eigentlich Shigehiro (重祐). Er nannte sich Magokuro (孫九郎), dann Chisokuan (知足庵) und später Yūzan. Bereits im Alter von drei Jahren hatte er seinen Vater verloren. So erlebte er schon in jungen Jahren die Nöte der Welt und strebte danach, ausführlich zu studieren. Er verließ Murakami (村上) in der Provinz Echigo und ging nach Edo. Er lernte die militärischen Taktiken des Kōshū-Stils (甲州流) von Hōjō Ujinaga (北条 氏長; 1609–1670). Danach trat er in die Schule des Gelehrten Yamaga Sōyuki (山鹿 素行; 1622–1685) ein und soll die Geheimnisse von „Kōyō Kihen“ (甲陽機変) gemeistert haben.
Gleichzeitig widmete Daidōji sich dem Konfuzianismus, meisterte den Weg von Shusai Jihei (修斉 治平), schloss Freundschaft mit Tōyama Nobukage (遠山 信景),  Ōhara Nori (大原 徳) und anderen, wurde mit historischen Geschichten vertraut und beteiligte sich aktiv an Feldzügen unter den verschiedenen Feudalherren. Er wurde ein Gast der Familie Asano (浅野家) und den Matsudaira in Aizu. Aus diesem Grund lebte er eine Zeit lang in Iwabuchi (岩淵) in der Provinz Musashi, doch in seinen späteren Jahren folgte er einer Einladung des Fürsten Matsudaira in der Provinz Echizen  und übersiedelte dorthin.
Es heißt, dass Daidōji ein Mensch war, der den Geist der Reinheit, Standhaftigkeit und Loyalität respektierte und dass er oft die Massen beeinflusste. Bekannt ist er vor allem für die drei Bände r „Budō Shoshi-shū“ (武道初心集), in denen er die Prinzipien der Samurai-Anfängern erklärt. Darüber hinaus hat er viele Werke wie „Iwabuchi Yawa“ (岩淵夜話) – „Nachtgespräch in Iwabuchi“, „Ochibo-shū“ (落穂集) – „Über das Ähren lesen“, „Ōshin-ron“ (王臣論) – „Über den Herrscher“, „Reimei-ron“ (雷鳴論) – „Über den Gewitterdonner“ und „Taishō-den“ (大将伝) – „Ein General, eine Überlieferung“ geschrieben, die posthum veröffentlicht wurden.